# Єдина система технологічної документації
Єдина система технологічної документації (ЄСТД) — комплекс міждержавних стандартів і рекомендацій, що встановлюють взаємопов'язані правила і положення щодо порядку розроблення, комплектації, оформлення та обігу технологічної документації, що застосовується при виготовленні та ремонті виробів (включаючи збір і здачу технологічних відходів).

## Призначення документів ЄСТД
Комплекс документів ЄСТД призначений для:
- встановлення єдиних уніфікованих машинно-орієнтованих форм документів, що забезпечують сумісність інформації, незалежно від застосовуваних методів проектування документів (без чи із застосування засобів механізації та автоматизації);
- створення єдиної інформаційної бази для впровадження засобів механізації та автоматизації, що застосовуються при проектуванні технологічних документів (далі — документів) та вирішенні інженерно-технічних завдань;
- встановлення єдиних вимог і правил щодо оформлення документів на окремі, типові і групові технологічні процеси (операції), залежно від ступеня деталізації опису технологічних процесів;
- забезпечення оптимальних умов при передачі технологічної документації на інші підприємства з мінімальним переоформленням;
- створення передумов щодо зниження трудомісткості інженерно-технічних робіт, що виконуються у сфері технологічної підготовки виробництва і в управлінні виробництвом;
- забезпечення взаємозв'язку з системами загальнотехнічних і організаційно-методичних стандартів.

## Позначення стандартів ЄСТД
Позначення стандартів ЄСТД будується на класифікаційному принципі і складається з:
- цифри 3, присвоєної класу стандартів на систему технологічної документації;
- цифри 1 (після крапки), що позначає підклас стандартів (для виробів машинобудування та приладобудування);
- цифри, що позначає номер групи стандартів відповідно до списку:
  - 0 — Загальні положення;
  - 1 — Загальні вимоги до документів;
  - 2 — Класифікація та позначення технологічних документів;
  - 3 — Загальні вимоги до документів на машинних носіях;
  - 4 — Основне виробництво. Форми технологічних документів і правила їх оформлення на процеси спеціалізовані за методами виготовлення або ремонту виробів;
  - 5 — Основне виробництво. Форми технологічних документів і правила їх оформлення на випробування і контроль;
  - 6 — Допоміжне виробництво. Форми технологічних документів і правила їх оформлення;
  - 7 — Правила заповнення технологічних документів;
  - 8 — Інші
  - 9 — інформаційна база
- двозначного числа, що визначає порядковий номер стандарту у цій групі;
- двох останніх чисел (після тире), вказують рік реєстрації стандарту.

## Класифікація технологічних документів
Технологічна документація за  ДСТУ ГОСТ 3.1102:2014 поділяється на основні документи і допоміжні 

### Основні документи
Основні документи — документи, що містять зведену інформацію, необхідну для вирішення однієї або комплексу інженерно-технічних, планово-економічних і організаційних задач і повністю і однозначно визначають технологічний процес (операцію) виготовлення або ремонту виробу (складових частин виробу).
Основні документи поділяються на
- Документи загального призначення, куди відносяться: титульний аркуш (ТА), карта ескізів (КЕ) та технологічна інструкція (ТІ).
- Документи спеціального призначення, які включають: 
  - маршрутну карту (МК),
  - карту технологічного процесу (КТП),
  - карту типового (групового) технологічного процесу (КТТП),
  - операційну карту (ОК),
  - карту типової (групової) операції (КТО),
  - карту технологічної інформації (КТІ),
  - комплектувальна карта (КК),
  - техніко-нормувальна карта (ТНК),
  - карта кодування інформації (ККІ),
  - карта налагоджування (КН),
  - технологічний паспорт (ТП),
  - журнал контролю технологічного процесу (ЖКТП),
  - відомість технологічних маршрутів (ВТМ),
  - відомості: оснащення (ВО), обладнання (ВОБ),  матеріалів (ВМ), застосування стандартних, покупних та оригінальних деталей (складальних одиниць) у виробі (ВП) та ін.
  - технологічна відомість (ТВ),
  - відомість дефектаціі (ВД),
  - відомість технологічних документів (ВТД),
  - відомість утримувачів правдників (ВУП)

### Допоміжні документи
Допоміжні документи — документи, які застосовуються при розробці, впровадженні та функціюванні технологічних процесів і операцій, наприклад, карта замовлення на проектування технологічної оснастки, акт впровадження технологічного процесу та ін. Допускається вказувати необхідні види допоміжних документів на галузевому рівні.

## Стадії розробки технологічної документації
Стадії розробки технологічної документації визначаються етапами розробки конструкторської документації на виріб. На конструкторському етапі «Технічна пропозиція» технологічна документація не розробляється, на етапах «Ескізний проект» і «Технічний проект» технологічна документація розробляється як «Попередній проект». 
В окремих галузях промисловості існує «Директивна технологічна документація» призначена не для виготовлення, а для виконання попередніх розрахунків різного роду завдань (інженерно-технічних, планово-економічних, організаційних) з метою визначення можливості розміщення відповідного замовлення на тому чи іншому підприємстві. Так як обсяг ТД при виробництві виробів досить великий, всі види технологічних документів класифікують за призначенням, носієм інформації, видом інформації, що вноситься, за принципом побудови і спеціалізації.

## Перелік стандартів, що входять у ЄСТД

### Загальні положення
- ДСТУ ГОСТ 3.1001:2014 ЄСТД. Загальні положення. (ГОСТ 3.1001-2011, IDT).

### Загальні вимоги до документів
- ДСТУ ГОСТ 3.1102:2014 ЄСТД. Стадії розробки та види документів. Загальні положення. (ГОСТ 3.1102-2011, IDT).
- ДСТУ ГОСТ 3.1103:2014 ЄСТД. Основні написи. Загальні положення. (ГОСТ 3.1103-2011, IDT).
- ДСТУ ГОСТ 3.1105:2014 ЄСТД. Форми та правила оформлення документів загального призначення. (ГОСТ 3.1105-2011, IDT).
- ГОСТ 3.1107-81 ЕСТД. Опоры, зажимы и установочные устройства. Графические обозначения.

- ДСТУ ГОСТ 3.1116:2014 ЄСТД. Нормоконтроль. (ГОСТ 3.1116-2011, IDT).
- ГОСТ 3.1118-82 ЕСТД. Формы и правила оформления маршрутных карт.
- ГОСТ 3.1119-83 ЕСТД. Общие требования к комплектности и оформлению комплектов документов на единичные технологические процессы.

- ГОСТ 3.1120-83 ЕСТД. Общие правила отражения и оформления требований безопасности труда в технологической документации.
- ГОСТ 3.1121-84 ЕСТД. Общие требования к комплектности и оформлению комплектов документов на типовые и групповые технологические процессы (операции).
- ГОСТ 3.1122-84 ЕСТД. Формы и правила оформления документов специального назначения. Ведомости технологические.
- ГОСТ 3.1123-84 ЕСТД. Формы и правила оформления технологических документов, применяемых при нормировании расходов материалов.
- ГОСТ 3.1125-88 ЕСТД. Правила графического выполнения элементов литейных форм и отливок.
- ГОСТ 3.1126-88 ЕСТД. Правила выполнения графических документов на поковки.
- ДСТУ ГОСТ 3.1127:2014 ЄСТД. Загальні правила виконання текстових технологічних документів. (ГОСТ 3.1127-93, IDT).
- ДСТУ ГОСТ 3.1128:2014 ЄСТД. Загальні правила виконання графічних технологічних документів. (ГОСТ 3.1128-93, IDT).
- ГОСТ 3.1129-93 ЕСТД. Общие правила записи технологической информации в технологических документах на технологические процессы и операции.

- ГОСТ 3.1130-93 ЕСТД. Общие требования к формам и бланкам документов.

### Класифікація та позначення технологічних документів
- ГОСТ 3.1201-85 ЕСТД. Система обозначения технологической документации.

### Основне виробництво. Форми технологічних документів і правила їх оформлення на процеси спеціалізовані за методами виготовлення або ремонту виробів
- ГОСТ 3.1401-85 ЕСТД. Формы и правила оформления документов на технологические процессы литья.
- ГОСТ 3.1402-84 ЕСТД. Формы и правила оформления документов на технологические процессы раскроя материалов.
- ГОСТ 3.1403-85 ЕСТД. Формы и правила оформления документов на технологические процессы и операции ковки и штамповки.
- ГОСТ 3.1404-86 ЕСТД. Формы и правила оформления документов на технологические процессы и операции обработки резанием.
- ГОСТ 3.1405-86 ЕСТД. Формы и требования к заполнению и оформлению документов на технологические процессы термической обработки.
- ГОСТ 3.1407-86 ЕСТД. Формы и требования к заполнению и оформлению документов на технологические процессы (операции), специализированные по методам сборки.
- ГОСТ 3.1408-85 ЕСТД. Формы и правила оформления документов на технологические процессы получения покрытий.
- ГОСТ 3.1409-86 ЕСТД. Формы и требования к заполнению и оформлению документов на технологические процессы (операции) изготовления изделий из пластмасс и резины.
- ГОСТ 3.1412-87 ЕСТД. Требования к оформлению документов на технологические процессы изготовления изделий методом порошковой металлургии.
- ГОСТ 3.1428-91 ЕСТД. Правила оформления документов на технологические процессы (операции) изготовления печатных плат.

### Основне виробництво. Форми технологічних документів і правила їх оформлення на випробування і контроль
- ГОСТ 3.1502-85 ЕСТД. Формы и правила оформления документов на технический контроль.
- ГОСТ 3.1507-84 ЕСТД. Правила оформления документов на испытания.

### Допоміжне виробництво. Форми технологічних документів і правила їх оформлення
- ГОСТ 3.1603-91 ЕСТД. Правила оформления документов на технологические процессы (операции) сбора и сдачи технологических отходов.

### Правила заповнення технологічних документів
- ГОСТ 3.1701-79 ЕСТД. Правила записи операций и переходов. Холодная штамповка.
- ГОСТ 3.1702-79 ЕСТД. Правила записи операций и переходов. Обработка резанием.
- ГОСТ 3.1703-79 ЕСТД. Правила записи операций и переходов. Слесарные, слесарно-сборочные работы.
- ГОСТ 3.1704-81 ЕСТД. Правила записи операций и переходов. Пайка и лужение.
- ГОСТ 3.1705-81 ЕСТД. Правила записи операций и переходов. Сварка.
- ГОСТ 3.1706-83 ЕСТД. Правила записи операций и переходов. Ковка и горячая штамповка.
- ГОСТ 3.1707-84 ЕСТД. Правила записи операций и переходов. Литье.

### Інформаційна база
- ГОСТ 3.1901-74 ЕСТД. Нормативно-техническая информация общего назначения, включаемая в формы технологических документов.

## Перелік стандартів ЄСКД, вимоги яких розповсюджуються на технологічну документацію
Відповідно до ДСТУ ГОСТ 3.1001:2014, додаток А.
- ГОСТ 2.004-88 ЕСКД. Общие требования к выполнению конструкторских и технологических документов на печатающих и графических устройствах вывода ЭВМ.
- ДСТУ ГОСТ 2.051:2006 Єдина система конструкторської документації. Електронні документи. Загальні положення (ГОСТ 2.051-2006, IDT).
- ДСТУ ГОСТ 2.052:2006 Єдина система конструкторської документації. Електронна модель виробу. Загальні положення (ГОСТ 2.052-2006, IDT).
- ДСТУ ГОСТ 2.053:2006 Єдина система конструкторської документації. Електронна структура виробу. Загальні положення (ГОСТ 2.053-2006, IDT)
- ГОСТ 2.501-88 ЕСКД. Правила учёта и хранения.
- ГОСТ 2.502-68 ЕСКД. Правила дублирования.
- ГОСТ 2.503-90 ЕСКД. Правила внесения изменений.